# Max Carver
Max Carver (tên lúc sinh Robert Maxwell Martensen Jr;) là một diễn viên người Mỹ. Anh được biết đến với vai diễn Preston Scavo trong loạt phim truyền hình ABC Teen Wolf, vai Aiden trong bộ phim truyền hình kinh dị tuổi teen Teen Wolf. Anh đóng vai chính trong phần đầu tiên của loạt phim HBO The Leftovers. Người anh trai song sinh Charlie Carver của anh đã thể hiện sự kết đôi của các nhân vật của mình trong cả ba chương trình.